# Horný Badín
Pour les articles homonymes, voir Badin.
Horný Badín (allemand : Oberbadin,  hongrois : Felsőbágyon) est un village de Slovaquie situé dans la région de Banská Bystrica.

## Histoire
La première mention écrite du village date de 1391.

## Démographie

### Évolution de la population
| Année:               | 1994. | 2004.   | 2014.   | 2024.   |
| -------------------- | ----- | ------- | ------- | ------- |
| Nombre de personnes: | 194   | 191     | 182     | 172     |
| Différence:          |       | -1,54 % | -4,71 % | -5,49 % |

| Année:               | 2023. | 2024.   |
| -------------------- | ----- | ------- |
| Nombre de personnes: | 174   | 172     |
| Différence:          |       | -1,14 % |